# Contee del New Jersey

Contee del New Jersey

Nello Stato del New Jersey, negli Stati Uniti d'America, ci sono ventuno contee.
Il New Jersey divenne il terzo stato a entrare nell'unione il 18 dicembre 1787.
Le contee dello Stato del New Jersey sono gestite da un Esecutore di contea e dalla Giunta dei Liberi possidenti, entrambi scelti tramite elezioni popolari.

## Lista
Di seguito è riportata una lista con i dati inerenti alla data di istituzione, al capoluogo, all'etimologia, alla superficie, agli abitanti e alla collocazione nello Stato di ciascuna contea.
| Contea     | Capoluogo            | Data di istituzione | Etimologia | Abitanti | Superficie | Mappa |
| ---------- | -------------------- | ------------------- | --- | -------- | ---------- | ----- |
| Atlantic   | Mays Landing         | 1837                | Oceano Atlantico. | 274 534  | 1 739 km²  |       |
| Bergen     | Hackensack           | 1683                | Bergen op Zoom nei Paesi Bassi. | 955 732  | 639 km²    |       |
| Burlington | Mount Holly          | 1694                | Bridlington in Inghilterra (Regno Unito).                                                                                          | 461 860  | 2 122 km²  |       |
| Camden     | Camden               | 1844                | Charles Pratt, conte di Camden e Lord Cancelliere d'Inghilterra.                                                                   | 523 485  | 589 km²    |       |
| Cape May   | Cape May Court House | 1692                | Cornelius Jacobsen Mey, esploratore olandese.                                                                                      | 95 263   | 1 607 km²  |       |
| Cumberland | Bridgeton            | 1748                | Guglielmo, duca di Cumberland. | 154 152  | 1 267 km²  |       |
| Essex      | Newark               | 1682                | Essex in Inghilterra (Regno Unito).                                                                                                | 863 728  | 336 km²    |       |
| Gloucester | Woodbury             | 1686                | Gloucester in Inghilterra (Regno Unito).                                                                                           | 302 294  | 837 km²    |       |
| Hudson     | Jersey City          | 1840                | Henry Hudson, esploratore inglese.                                                                                                 | 724 854  | 162 km²    |       |
| Hunterdon  | Flemington           | 1714                | Robert Hunter. | 128 947  | 1 134 km²  |       |
| Mercer     | Trenton              | 1838                | Generale statunitense Hugh Mercer.                                                                                                 | 387 340  | 593 km²    |       |
| Middlesex  | New Brunswick        | 1683                | Middlesex in Inghilterra (Regno Unito).                                                                                            | 863 162  | 835 km²    |       |
| Monmouth   | Freehold             | 1683                | Monmouth in Galles (Regno Unito) situata nella contea di Monmouthshire.                                                            | 643 615  | 1 723 km²  |       |
| Morris     | Morristown           | 1738                | Governatore della Provincia del New Jersey Lewis Morris.                                                                           | 509 285  | 1 247 km²  |       |
| Ocean      | Toms River           | 1850                | Oceano Atlantico. | 637 229  | 2 372 km²  |       |
| Passaic    | Paterson             | 1837                | Fiume Passaic. | 524 118  | 510 km²    |       |
| Salem      | Salem                | 1694                | Salem, il capoluogo. | 64 837   | 965 km²    |       |
| Somerset   | Somerville           | 1688                | Somerset in Inghilterra (Regno Unito).                                                                                             | 345 361  | 789,56 km² |       |
| Sussex     | Newton               | 1753                | Sussex in Inghilterra (Regno Unito).                                                                                               | 144 221  | 1 388 km²  |       |
| Union      | Elizabeth            | 1857                | Deve il suo nome alla Union, come venivano definiti gli Stati Uniti al tempo, poiché era minacciata dalla Guerra civile americana. | 575 345  | 272 km²    |       |
| Warren     | Belvidere            | 1825                | Patriota Joseph Warren, morto nella battaglia di Bunker Hill durante la guerra d'indipendenza.                                     | 109 632  | 940 km²    |       |